# 新阿尔比恩
新阿尔比恩（英語：New Albion）是美国纽约州卡特罗格斯县的一个镇，地处卡特罗格斯县西北部，同时位于萨拉曼卡西北。2010年美国人口普查时，该镇有1972人。其名称是早期一些来自纽约州奥尔良县阿尔比恩的定居者命名的。